# Lan Kwai Fong

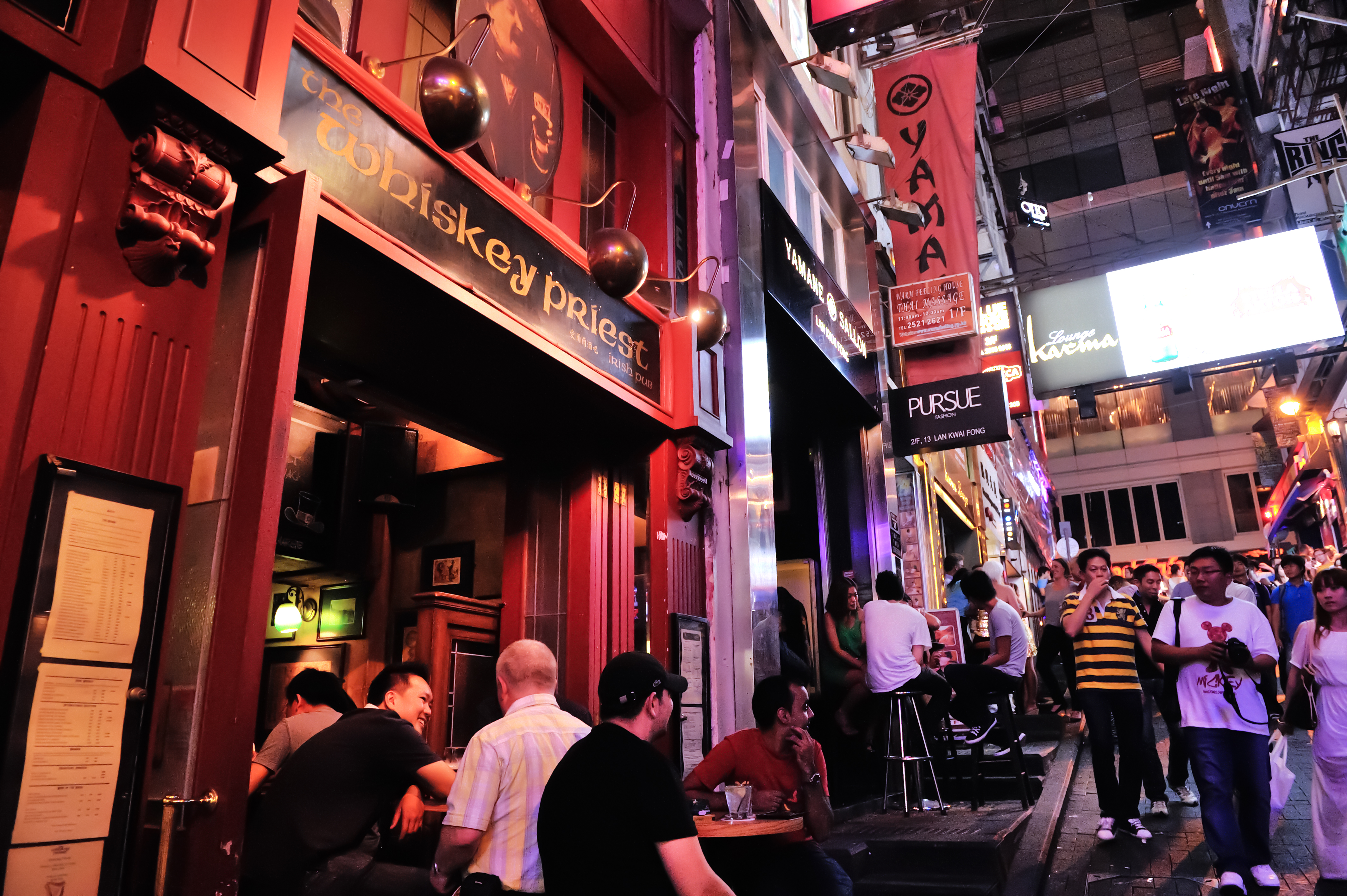
La zona ospita numerosi bar che hanno come clienti gli espatriati

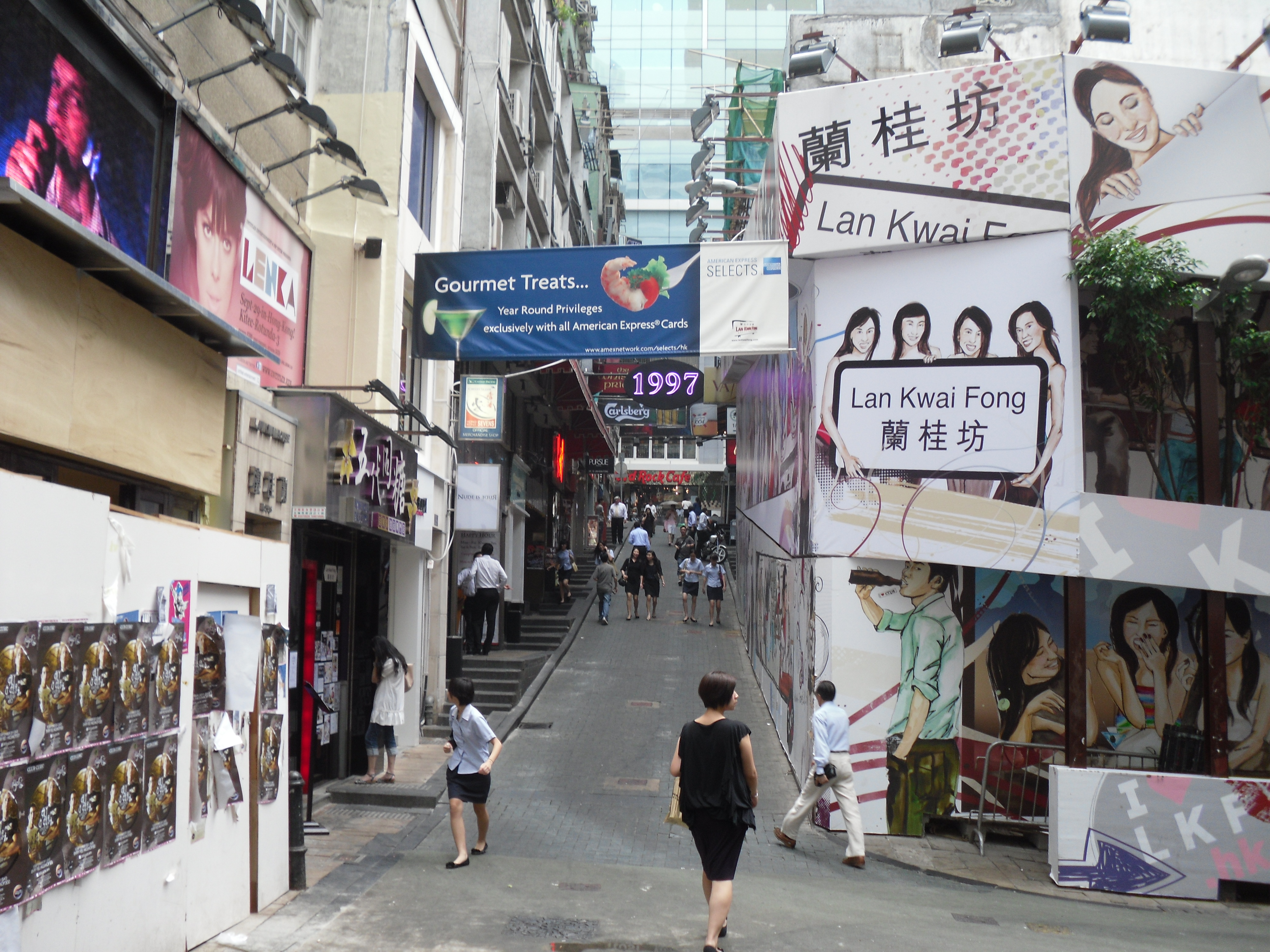
Lan Kwai Fong nel 2011

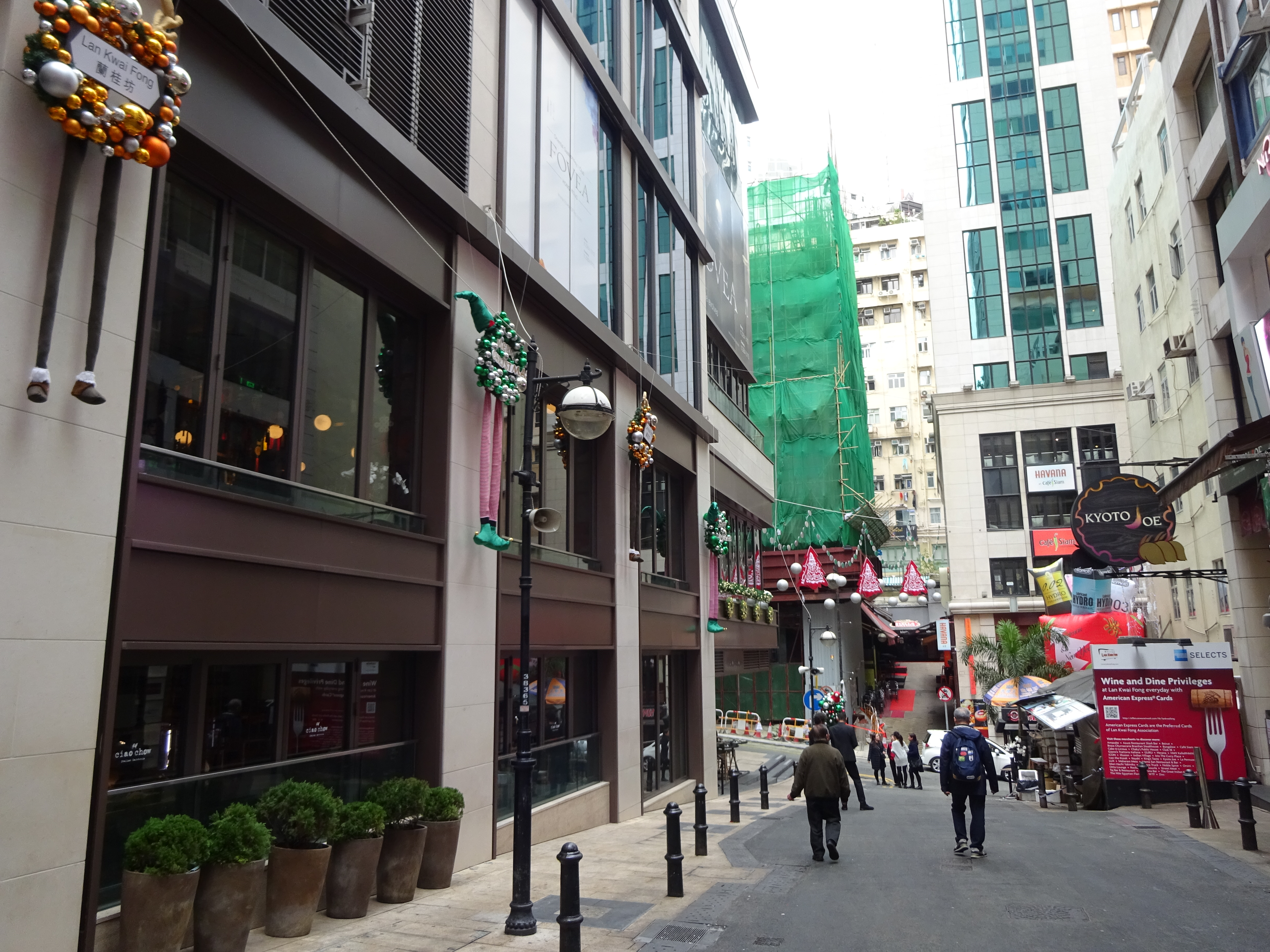
Lan Kwai Fong nel 2015

Lan Kwai Fong (cinese tradizionale: 蘭桂坊 ), spesso abbreviato come LKF  è una piccola zona di Central, quartiere affaristico del Distretto Centrale e Occidentale di Hong Kong  in Cina].
L'area prima della seconda guerra mondiale era monopolizzata dagli Hawkers, i venditori di cibo da strada. Dagli anni '80 l'area subisce un rinnovamento e diventa il ritrovo degli espatriati per uscire la sera a cena, per bere e ballare nei locali notturni.
La strada Lan Kwai Fong è a forma di "L" con le due estremità che terminano in D'Aguilar Street.